# Hoya del Acebuche
La Hoya del Acebuche o de Los Frailes es un maar del municipio de Almagro, en la provincia de Ciudad Real. Está situado en una especie de cabo, al oeste del municipio de Almagro, entre los municipios de Ballesteros de Calatrava, Argamasilla de Calatrava y Aldea del Rey. Pertenece a la provincia volcánica de Calatrava.

## Aspecto
El Maar o Hoya de Acebuche es un cráter de un antiguo cono volcánico que se colapsó, situándose sobre un suelo de cuarcita mezclada con rocas volcánicas de la propia hoya. Muy apreciable su forma redondeada, ocupado en la actualidad por una laguna estival. También tiene un segundo maar en la laguna de Arriba, al S de La Hoya. Alojado al O de La Hoya, se encuentra un pequeño cono volcánico llamado Los Frailes

## Vulcanismo
La Hoya de Acebuche se formó a partir de erupciones freatomagmáticas. La erupción más reciente, se encuentra en el volcán de Los Frailes, que en esa erupción, formó grandes coladas de lava. Una hacia el O, y otra hacia el SE, dirigiéndose a los términos municipales de Aldea del Rey hasta llegar a la capital de dicho municipio. Las coladas se une con otra provenientes de otros volcanes como La Encina o Las Cuevas de Alguacil.